# Kirkland (Nueva York)
Kirkland es un pueblo ubicado en el condado de Oneida en el estado estadounidense de Nueva York. En el año 2000 tenía una población de 10,138 habitantes y una densidad poblacional de 116 personas por km².

## Geografía
Kirkland se encuentra ubicado en las coordenadas 43°2′53″N 75°23′2″O / 43.04806, -75.38389.

## Demografía
Según la Oficina del Censo en 2000 los ingresos medios por hogar en la localidad eran de $45,875 y los ingresos medios por familia eran $58,958. Los hombres tenían unos ingresos medios de $40,058 frente a los $27,265 para las mujeres. La renta per cápita para la localidad era de $21,164. Alrededor del 7.7% de la población estaban por debajo del umbral de pobreza.